# Vranule šedokrká
Vranule šedokrká (Picathartes oreas) je středně velký pták z čeledi vranulovití (Picathartidae). Společně s blízce příbuznou vranulí bělokrkou (P. gymnocephalus) může někdy vystupovat jako jeden superdruh. Vyskytuje se především ve skalnatých oblastech hustých deštných lesů od jihozápadní Nigérie přes Kamerun, Rovníkovou Guineu až po Gabon a Kongo. Žije i na ostrově Bioko. Areál výskytu je nicméně nesouvislý a silně fragmentovaný. Vranule vyžadují přítomnost vodních toků a skalních suků, které slouží jako hnízdiště. Zbarvení je šedivé, na krku a hrudi světle šedé a na zbylých spodních partiích žlutavé. Neobvykle dlouhý ocas slouží jako balanční orgán, dlouhé a dobře osvalené jsou rovněž končetiny. Hlavu téměř neporůstá peří, holá kůže je v přední části hlavy modrá, zatímco na zadní části hlavy karmínová. Oblast tváří a oči zdobí z obou stran hlavy veliké černé skvrny, jež oddělují modré a karmínové plochy. 
Potravu vranulí šedokrkých tvoří především hmyz, ale částečně i rostlinná složka, jako jsou plody a poupata. Vranule často vyhledávají roje lesních mravenců rodu Dorylus a loví hmyz, který se před mravenci snaží uniknout. V lesní podestýlce se tito ptáci pohybují poskakováním, anebo krátkým letem. Ve volné přírodě lze potkat buď solitéry, anebo menší skupinky. Vranule vytvářejí monogamní páry hnízdící buď samostatně, nebo v blízkosti jiných párů, někdy koloniálně o dvou až pěti, výjimečně až čtyřiceti hnízdech. Páry však navzájem nespolupracují a objevuje se i infanticida. Hnízda si vranule vytvářejí z bahna a budují je na skalních površích, typicky v jeskyních nebo na útesech. Mláďata dospívají asi za měsíc.
Mezinárodní svaz ochrany přírody pokládá vranuli šedokrkou za téměř ohrožený druh, protože zmenšující se a fragmentované populace ohrožuje ztráta přirozeného prostředí. U domorodých obyvatel Kamerunu vranule svým vzezřením budily respekt, nebo dokonce strach – v současnosti však patří mezi nejvyhledávanější africké ptáky a jeden z cílů ekoturistiky v celém svém areálu rozšíření.